# はらこ飯

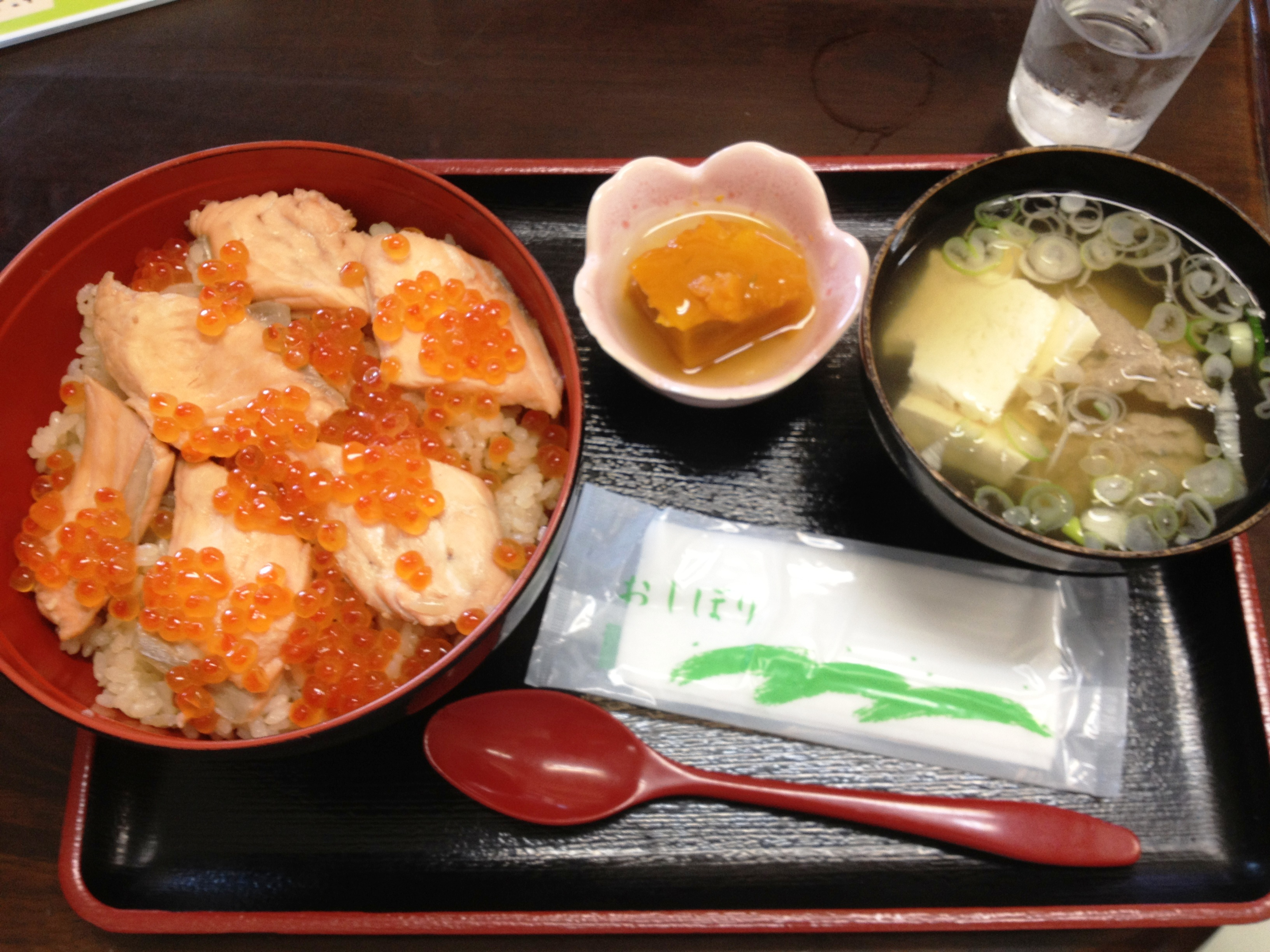
はらこ飯とお吸い物（宮城県亘理町）
2012年9月

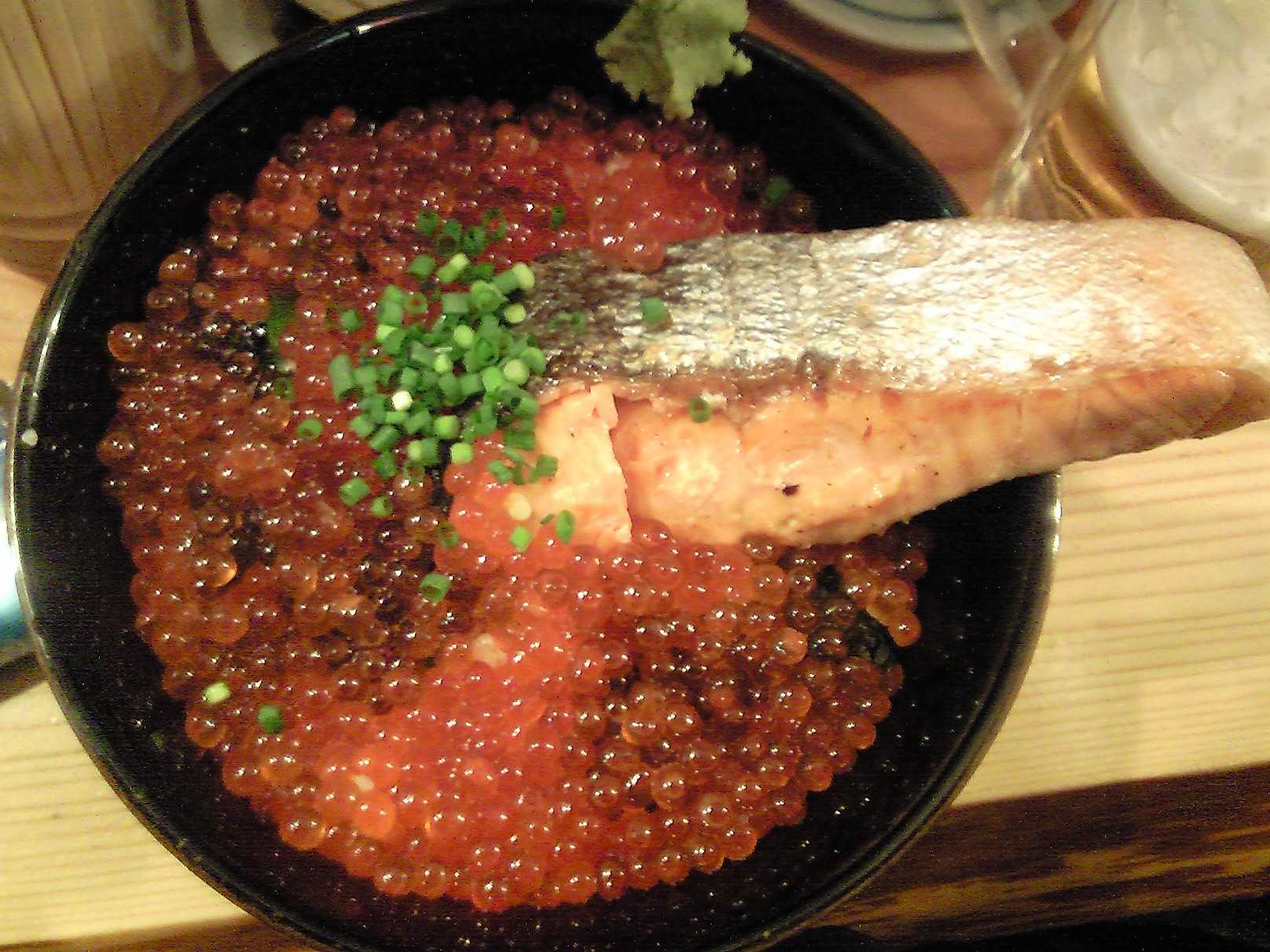
鮭いくら丼（はらこ飯とは異なる）

はらこ飯（はらこめし）は、炊き込みご飯の一種で、醤油や味醂などと一緒に鮭を煮込んだ煮汁で炊き込んだご飯の上に、客に供する前に、鮭の身とイクラ（はらこ）をのせる。弁当ではこれらが要素であるが、店舗で供される場合は、さらに鮭のあら汁を合わせるのが一般的。
なお、単に炊飯された白飯の上に鮭の身（湯掻いたものの場合と刺身の場合あり）とイクラをのせた「鮭イクラ丼」とは区別される。
JR東日本の仙台駅や盛岡駅など東北各地で駅弁としても売られている。宮城県亘理町は、10月8日を「はらこめしの日」としている。

## サケとイクラを用いる丼
はらこ飯（サケの切り身を煮てのせる）
- 宮城県亘理郡亘理町に伝わる郷土料理としての「はらこ飯」は、鮭の煮汁でご飯を炊くため、ご飯の色は茶色である。
- 宮城県気仙沼周辺、岩手県、新潟県の「はらこ飯」は、普通に白米を炊いたご飯を用いることが多いため、ご飯の色は白色である。

その他（サケの刺身をのせる）
- 鮭を煮ることなしに、刺身のまま白いご飯の上にのせ、イクラを添えた場合は「鮭いくら丼」「サケ親子丼」などと呼ばれる。
- ご飯が寿司飯の場合は、ちらし寿司の一種として様々な名称で呼ばれる。

## 亘理の「はらこ飯」

### 名前の由来
鮭の卵をいくら、筋のつながっている卵を筋子と呼んでいるが、はらこ飯は鮭の腹に入っている子供、「はらのこ」「はらこ」という語源からきているのではないかと言われている。現在は、サケとサケの煮汁で炊いた米、煮汁にくぐらせたいくらを別個に盛りつけるが、かつてはすべての具材を混ぜ合わせた混ぜご飯だった。 

### 歴史
阿武隈川の河口付近にある亘理地方（亘理町荒浜）では、鮭の地引網漁が盛んであった。大漁の時に漁師が振舞ったのがはらこ飯と言われている。江戸時代に入り領主となった伊達政宗が阿武隈川修繕の視察に亘理地方を訪れた。このとき地元の漁師からはらこ飯が献上されたといわれている。

### 作り方
鮭を切り身と筋子に分け、筋子をほぐしてイクラにする。醤油・日本酒・砂糖などの割り下を用いて、鮭の切り身を煮る。残った煮汁を薄めたものでご飯を炊く。ご飯の上にイクラ、鮭の切り身を盛ってできあがり。醤油で煮た鮭の切り身をほぐしてご飯と混ぜ合わせることも多い。その場合、鮭の身を混ぜ合わせたご飯の上にイクラを盛る。本来郷土料理であるため、イクラの盛り方に各家庭で若干のちがいがある（生のまま、軽く湯がく、表面が白くなる程度まで加熱など）。
専門店では、なまぐささを除去するために軽く白濁しない程度に湯がいて供される場合が多く、店によっては鮭のあら汁とともに供される。近年各TVメディアで放映され、全国区的知名を得ている。秋季が旬であるが、亘理地方では他季節には、ホッキめし（冬）・しゃこめし（春）・アサリめし（夏）が提供される。
「鮭親子丼」、あるいは、「鮭いくら丼」と知られている丼物の場合は、白米の上にサケやイクラを並べただけだが、はらこ飯の場合はご飯にも味付けがなされるところが異なる。

### 駅弁として

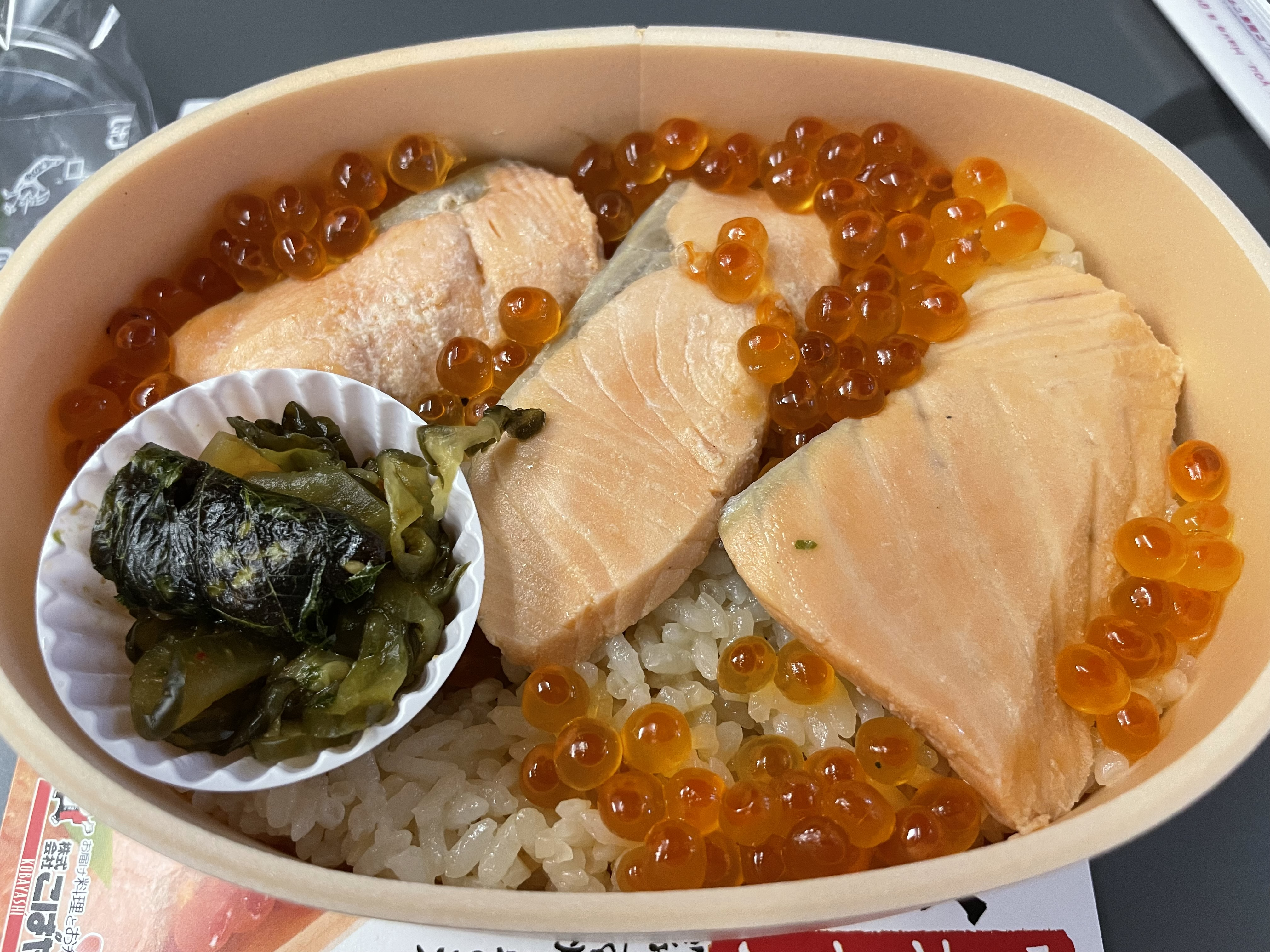
こばやしの銀鮭のはらこめし弁当

盛岡駅が東北新幹線の終着駅だった頃は、八戸・青森方面の特急「はつかり」に乗り継ぐ乗客に人気のある駅弁でもあった（青森県は地域を問わず、鮭の切り身やイクラの消費量が多い）。また、上野駅 - 青森駅間の急行「十和田」や「八甲田」が定期運行されていた時代は、上野発の下り列車が後続の電車寝台特急に抜かれるのを待つため、朝の6時50分～7時にかけて盛岡駅で停車時間を長めに取るダイヤになっており、多客時には朝ご飯として買い求める乗客で売り切れることもあった。